# Consonante coarticolata
Le consonanti coarticolate sono consonanti pronunciate con due luoghi di articolazione allo stesso tempo. Ad esempio il fonema [ w ] è pronunciato con le labbra arrotondate e sollevando la parte posteriore della lingua.

## Tipi di consonanti coarticolate
- [w] Approssimante labiovelare sonora
- [ʍ] Approssimante labiovelare sorda
- [ɥ] Approssimante labiopalatale sonora
- [ʍɫ] Approssimante labiopalatale semisorda (non in IPA)
- [ɫ] Laterale approssimante alveolare velarizzata

### Coarticolazioni occlusive
- [k͡p] Plosiva labiale velare sorda
- [ɡ͡b] Plosiva labiale velare sonora
- [ŋ͡m] Labiovelare nasale

### Coarticolazioni fricative
- [ʋr] Fricativa labiodentale vibrante sonora
- [ɕ] Fricativa alveolopalatale sorda
- [ʑ] Fricativa alveolopalatale sonora
- [ɧ] Fricativa dorsopalatale velare sorda
- [ʜɕ] Fricativa sibilante faringale semisorda (non in IPA)